# Ingleby
Ingleby – osada i civil parish w Anglii, w Derbyshire, w dystrykcie South Derbyshire. W 2001 civil parish liczyła 85 mieszkańców. Ingleby jest wspomniana w Domesday Book (1086) jako Englebi.